# Берег надії
«Берег надії» — радянський художній фільм, знятий в 1967 році режисером Миколою Вінграновським, який розповідає про благородні цілі радянських вчених, що борються за порятунок людства від термоядерної війни.

## Сюжет
Дія кінострічки відбувається в 1960-ті роки на одному з островів Тихого океану, де радянська наукова експедиція, очолювана відомим вченим, академіком Макаровим, веде дослідження за програмою Міжнародного геофізичного року. У той же час керівні кола американських військових, вкрай стривожені перспективою можливої угоди щодо заборони термоядерних випробувань, почали в цьому районі океану серію випробувань нової водневої бомби. Творець її американський фізик Томас Шервуд, потрапивши під дію радіоактивного випромінювання, отримав смертельну дозу радіації. Він не єдина жертва. При випробуваннях гине велика група полінезійців, серед яких — близькі друзі Шервуда. І нехай занадто пізно, але він розуміє, що служив до сих пір не «чистій науці», а брудній політиці, що талант його, його знання стали небезпечною зброєю в руках паліїв нової війни. Інший американський вчений — Ванденберг — не тільки не відчуває ніяких сумнівів, а, навпаки, переконує Шервуда очолити новий центр по створенню ще більш потужної зброї, ніж воднева бомба. З цими людьми і стикається академік Макаров. У болісних пошуках істини професор Шервуд, відкидаючи спочатку погляди Макарова, поступово переконується, що навіть його теорія «спокутування провин через особисте страждання» нікому не принесе полегшення, що точка зору радянського вченого єдино правильна. Але у нього ще є час надолужити свою провину перед людством. І Шервуд стає на шлях активної боротьби проти загрози атомної війни. У своєму передсмертному виступі він зриває маски з паліїв війни, викриваючи справжню сутність цих людиноненависників. Шервуд вмирає борцем і громадянином, переконавшись, що берег надії для людства існує.

## У ролях
- Юрій Леонідов — академік Макаров
- Борис Бібіков — професор Шервуд
- Афанасій Кочетков — майор Грізлі
- Микола Вінграновський — Вацлав Купка
- Аусма Кантане — Лінда Шервуд
- Ельза Радзиня — Мері Джонсон
- Володимир Зельдін — Ванденберг
- Кирияк Якубов — Джон
- Олександр Барушной — епізод
- Зоя Недбай — епізод
- Лев Перфілов — журналіст-іноземець
- Віктор Поліщук — поліцейський
- Валентин Черняк — епізод
- Леонід Данчишин — епізод
- Олег Комаров — епізод
- Юрій Прокопович — сержант
- Сергій Сібель — епізод
- Василь Фущич — епізод

## Знімальна група
- Режисер — Микола Вінграновський
- Сценарист — Олександр Левада
- Оператор — Юрій Ткаченко
- Композитор — Володимир Губа
- Художник — Валерій Новаков